# シャロットの女
『シャロットの女』（シャロットのおんな、The Lady of Shalott）は、イギリスの画家ジョン・ウィリアム・ウォーターハウスによる1888年の絵画である。アルフレッド・テニスンの同名の詩におけるクライマックスの場面を描いている。ウォーターハウスは同じ人物をそれぞれ1888年、1894年、1915年に3つのバージョンで描きわけている。この作品は、彼の作品のうちでも一二を争うほど有名であり、作風にはラファエル前派の影響が強くみられる。もっともウォーターハウスがこの絵を描いたのは、この美術グループが彼の幼いうちに解散してから数十年後のことである。  
『シャロットの女』はヘンリー・テイトによって1894年に公共施設に寄贈されたため、普段はロンドンのテート・ブリテン1840号室に展示されている。

## 作品
『シャロットの女』はウォーターハウスのおそらく最も有名な作品であり、1888年にカンバスへ油彩で描かれている。画題となった、テニスンの詩に登場する失意のなかにある若い女性は、中世のアーサー王物語に登場するアストラットのエレインとゆるやかに結びついている。呪いをかけられたエレインは、ランスロット卿との叶わぬ恋にこがれつつ、アーサー王の城キャメロットにほど近い塔の中で孤独をかこっているのである。ウォーターハウスはこの人物を1888年、1894年、1915年にそれぞれ別の場面で描いている。
この作品は、ラファエル前派を連想させる、正確な細部の描写と鮮やかな色彩を特徴とする。『シャロットの女』に描かれている女性は、1842年のテニスンの同名の詩である『シャロットの女』（The Lady of Shalott）に登場する、自身の運命に直面した主人公である。彼女は、わずかな身の回りの品だけを携えて、この小さな舟に自らの行先を託している。そもそも彼女は自身の部屋に閉じ込められ、外に出ることができないばかりか、外の世界をみることも許されていなかった。「身の上にまがつひあらん」とテニスンが書いたように、この詩においては、冒頭から呪いがシャロットにかけられており、それでも彼女は幽閉された世界の外を見たら生きてはいられないというその呪いのさだめを破ってしまう。この絵が描いているのはこのクライマックスで、シャロットはまさに運命に身を任せている。彼女が敷いて座っているタペストリーは、ウォーターハウスが細部に向ける強い関心のよき例である。

シャロットは舟の舳先にランタンをかけている。テニスンの詩にもあり、ウォーターハウスの絵にも反映されているように、間を置かずあたりは闇に包まれるのである。そして目を凝らすと、船首の手前にはイエスの磔刑像が置かれていることに気づく。彼女は視線をその右上に向けている。十字架の隣には3本のろうそくが立てられている。ろうそくは生命の象徴であり、3本のうち2本はすでに火が消えているということは、彼女の死が間近であることを表わしている。このような象徴的な表現を別にしても、この絵はウォーターハウスの写実的な描写の腕がよく発揮されているといえる。彼女の純白のドレスは、背景の濃い暗がりと対比をなしている。この絵においてウォーターハウスが細心の注意を払っているのは、細部と色彩、自然の美しさ、写実性であり、はかなくも恋にこがれる女性のウォーターハウス流の解釈は、彼の芸術家として技量がいかんなく発揮されたものである。

## テニスンの詩
テニスンが語り直した伝説においては、シャロットの女は直接外の世界の現実を見ることを禁じられている。かわりに彼女は鏡を通じて世界をみるさだめにあり、そこでみたものを日がなタペストリーに織っている。はるか彼方で恋人たちが連れそい歩く姿を目にすれば、絶望はいっそう深くなる。日ごと夜ごと、彼女はうずく心をおさえて自分を落ち着かせた。ある日、ランスロット卿が馬を進める姿を鏡のなかにみつけた彼女は、無謀にもキャメロット城のほうをみてしまい、すぐさま呪いが降りかかった。嵐が吹きすさぶなか、彼女は「シャロットの女」と船首に彫った舟でそこを脱出する。死を目の前に、キャメロット城を目指して舟を出したシャロットは哀歌をうたう。シャロットの亡きがらはすぐにキャメロット城の騎士や貴婦人に見つかるが、その中にはあのランスロット卿もいた。彼はその魂をあわれんで神に祈りをささげる。 
〔第4部から〕

かくて　蒼茫たる川のあなたカメロットの方を

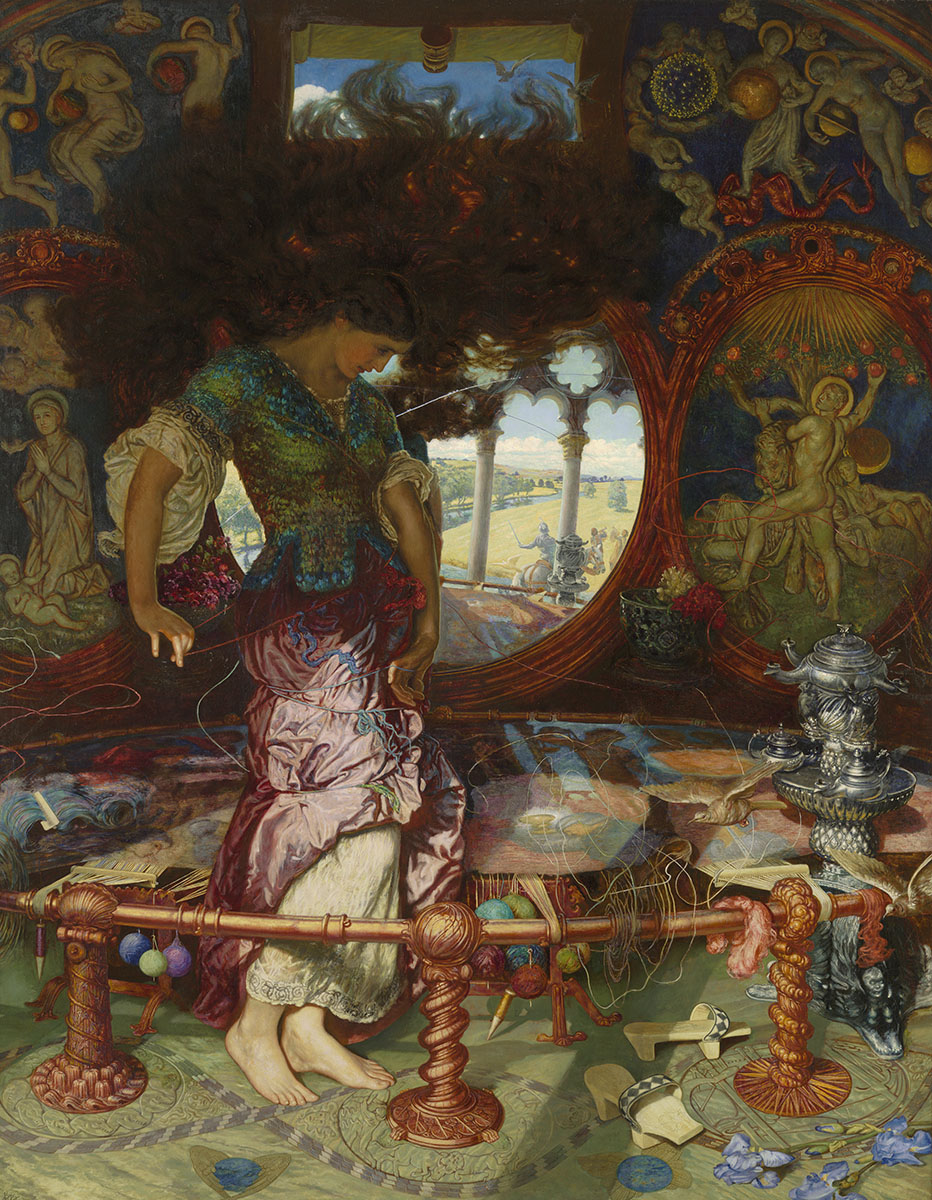
ウィリアム・ホルマン・ハントによる『シャロットの女』（1905年）

予あらかじめおのがわざはひを知悉せる　ある膽太き予言者の
斯うと観念せる時のやうに
玻璃の如き面地して
姫はカメロットの方を見つめき
かくて　その日のくれがたに
つなげるくさりを解きて　姫は舟底に　打臥しぬ
滔々たる河水は　姫を載せて　はるかあなたへと流れ去りぬ

此のシャロットの姫を載せて
テニスンは同じ筋書きをアーサー王伝説を題材にした叙事詩である『国王牧歌』のエレインの章で語り直している。しかしこのバージョンでは、最後の旅において舟をこぐのは家臣の一人である。

### その他の翻案
テニスンの詩は、ラファエル前派の詩人や画家から題材として人気があり、ダンテ・ゲイブリエル・ロセッティ、ウィリアム・マウ・エグリー、ウィリアム・ホルマン・ハントからも好んで描かれた。生涯を通じて、ウオーターハウスはテニスンとジョン・キーツの詩に打ち込んだ。1886年から1915年にかけて、ウォーターハウスはキーツの詩である『美しいけれど無慈悲な乙女』（1893年）からも三つの情景を引いて作品にしている。